# Curtosis
La curtosis de una variable estadística/aleatoria es una característica de forma de su distribución de frecuencias/probabilidad.
Una curtosis grande implica un mayor número de valores de la variable muy dispersos y muy lejos del centro de la misma (es decir, en las colas). Esto explica una forma de la distribución de frecuencias/probabilidad con colas más largas (aunque no necesariamente más gruesas).
Sin embargo, una mayor curtosis no implica necesariamente una mayor varianza, ni viceversa.
Un coeficiente de curtosis es el cuarto momento con respecto a la media estandarizado que se define como: 
{\displaystyle \beta _{2}={\frac {\mu _{4}}{\sigma ^{4}}}}
donde {\displaystyle \mu _{4}} es el 4.º momento centrado o con respecto a la media y {\displaystyle \sigma } es la desviación estándar.  
En la distribución normal se verifica que {\displaystyle \mu _{4}=3\sigma ^{4}}, donde {\displaystyle \mu _{4}} es el momento de orden 4 respecto a la media y {\displaystyle \sigma } la desviación típica. Por eso, está más extendida la siguiente definición del coeficiente de curtosis, también denominada exceso de curtosis:
{\displaystyle g_{2}={\frac {\mu _{4}}{\sigma ^{4}}}-3}
donde se ha sustraído 3 (que es el valor de {\displaystyle \beta _{2}} para la curtosis de la distribución normal o gaussiana) con objeto de generar un coeficiente que valga 0 para la Normal y tome a ésta como referencia de curtosis.
Tomando, pues, la distribución normal como referencia, una distribución puede ser: 
- leptocúrtica, cuando {\displaystyle \beta _{2}>3} y {\displaystyle g_{2}>0}: distribución con colas más largas que la normal.
- platicúrtica, {\displaystyle \beta _{2}<3} y {\displaystyle g_{2}<0}: distribución con colas menos largas que la normal.
- mesocúrtica, {\displaystyle \beta _{2}=3} y {\displaystyle g_{2}=0}: cuando tiene una distribución normal (o su misma curtosis).

El coeficiente de curtosis puede usarse como un indicador, en combinación de otros, de la posible existencia de observaciones anómalas, de no normalidad (ver, p.ej., el Test de Jarque-Bera) o de bimodalidad.
La evidencia más reciente, muestra que la curtosis poco tiene que ver con la antigua concepción del coeficiente de curtosis como un coeficiente de apuntamiento y, en cambio, mucho con las colas y la posible existencia de valores atípicos. Esta interpretación es la que prevalece a día de hoy.
Otra forma de medir la curtosis se obtiene examinando la fórmula de la curtosis de la suma de variables aleatorias. Si Y es la suma de n variables aleatorias estadísticamente independientes, todas con igual distribución X, entonces {\displaystyle Kurt[Y]={\frac {Kurt[X]}{n}}}, complicándose la fórmula si la curtosis se hubiese definido como {\displaystyle {\frac {\mu _{4}}{\sigma ^{4}}}}.